# Clodomir Santos de Morais
Clodomir Santos de Morais   (Santa Maria da Vitória, 30 de setembre de 1928 - Santa Maria da Vitória, 25 de març de 2016) va ser un sociòleg brasiler, originador del Laboratori Organitzacional (LO) i autor del Mètode de Capacitació Massiva (MCM) associats.

## Biografia
Clodomir Santos de Morais (ocasionalment escrit com Moraes) va néixer a Santa Maria da Vitória, Bahia, Brasil. Després de l'escola bàsica, va començar a treballar com a sastre. Es va traslladar a São Paulo on va pagar els seus estudis, entre d'altres, com a músic, tocant el saxòfon en un club nocturn. Va treballar com a obrer integrant la línia de muntatge de la fàbrica de Ford de São Paulo, on es va convertir en activista del moviment sindical.
El 1950 va fundar el setmanari «Critica» a la ciutat de Salvador. Va estudiar a la Universitat de Pernambuco. Com a periodista de l'agència AP, va cooperar amb diversos periòdics, revistes, i programes de ràdio. Juntament amb Francisco Julião va ser fundador de les Lligues Pageses del Nord-est.
Les idees que van donar origen al que va ser finalment conegut com el Laboratori Organizacional, van ser el resultat inesperat d'una reunió clandestina, el 1954, amb un grup gran d'activistes de les Lligues Pageses, en una casa urbana normal a Recife, a l'efecte d'estudiar la Llei Agrària, i a la qual Clodomir de Morais va assistir. La posterior constatació que els participants havien après poc sobre el tema en qüestió, però «sí, molt d'organització», es va convertir en la inspiració i el punt de partida pel que hauria d'arribar a ser el «Laboratori Organizacional» (EL).
El 1955 de Morais va ser triat delegat a l'Assemblea Federal de Pernambuco, on va tenir un paper decisiu en la creació del nou Bandepe. El Cop d'estat a Brasil de 1964, que va enderrocar al govern de João Goulart, va portar a la detenció de polítics i activistes d'esquerra, entre els quals es trobaven el mateix Clodomir i el seu gran amic Paulo Freire. De Morais es va guanyar un lloc d'honor en el lloc 12 d'entre 100 agitadors en la "Llista de la Junta", que van tenir els seus drets civils suspesos per 10 anys. Durant la seva captivitat, Clodomir, sempre bon narrador, va escriure una sèrie d'històries sobre el 'Brasil profund'. L'Ambaixada de Xile a Rio de Janeiro li va concedir asil a Clodomir, oportunitat en la qual va estar obligat a exiliar-se durant 15 anys.

## 1964 - 1988: anys d'exili i propagació del Laboratori
A Xile, Clodomir es va especialitzar en antropologia cultural en la Universitat de Xile i en Reforma Agrària a l'Institut de Capacitació i Investigació en Reforma Agrària (ICIRA). Després va ser nomenat Assessor Regional de la OIT en matèria de Reforma Agrària per Centreamèrica.
El 1968 va crear un «Laboratori del Centre» (LOCEN) en la Cooperativa de Guanchias (Hond) Posteriorment les Agències de Desenvolupament i de Reforma Agrària enviarien a Guanchias als seus reclutes per a iniciació en la metodologia capacitació del grup gran. El 1969 va dirigir un «LOCEN» (Laboratori de Centre) massiu a Panamà en el marc de l'operació Mil Joves del llavors President Omar Torrijos. El 1970 (fins a 1973) de Morais, per compte de l'OIT, es va traslladar a Costa Rica on una nova política d'assentament en noves terres acabava d'entrar en operació. Va organitzar un LO de Centre (LOCEN), finançat per l'OIT, en Bataán (Costa Rica). Barrantes, en «25 anys després», traça la història d'una de les moltes empreses cooperatives que sobreviuen en el llarg termini al país després d'aquests anys innovadors. Després d'una curta estada en la Universitat de Wisconsin (EUA) com a professor visitant, de Morais va treballar a Hondures de 1973 a 1976 com a Assessor Tècnic Principal (ATP) del projecte PROCCARA (Programa de Capacitació Camperola per a la Reforma Agrària) de la FAO i el Govern d'Hondures en el qual 27.000 hondurenys van participar en més de 200 Laboratoris. Això va portar a la creació de 1.053 noves empreses, algunes de les més grans, com Hondupalma - (cultiu i planta de processament d'oli de palma) - encara continuen funcionant avui en dia. Més endavant, el PROCCARA hauria de convertir-se en el millor exponent de l'anomenat «Model hondureny» per a l'aplicació del LO a escala nacional. De 1977 a 1978, quan el seu contracte a Hondures va arribar a la seva fi el 1976, de Morais va assumir la direcció del projecte de Desenvolupament Rural Integrat del Tròpic Humit FAO/PNUD (PRODERITH) a Mèxic. Aquest va ser el començament d'una presència duradora del LO a Mèxic, que atenia des dels productors de cafè de Huatusco, Veracruz, en els anys 90, fins a les cooperatives de costura a gran escala «¡Que Buena Puntada!» en un programa dirigit per Verónica Viloria a la ciutat Mèxic de 2007 a 2012. A Portugal, la Revolució dels Clavells de 1974, i les posteriors eleccions lliures de 1976, havien acabat amb el règim corporativista de Salazar/Marcelo Caetano. L'INSCOOP, novament establert pel govern Mário Soares, va assumir la tasca d'inculcar habilitats d'organització i de gestió a les més de 3.800 empreses cooperatives que van proliferar després de la revolució. Per a això van demanar a de Morais, després a Mèxic, que assumís, com a Assessor Tècnic Principal (ATP), el projecte POR/ILO/UNDP/007, finançat pel ILO/SIDA/PNUD amb la cooperació tècnica de la OIT. El 1979 de Morais va dirigir un «Laboratori de Curs», de 5 mesos de durada, per a un grup de 50 TDEs (Tècnics de Desenvolupament Econòmic) portuguesos amb nivells més alts d'educació, amb addició d'uns 10 candidats d'Àfrica, Guatemala i Brasil (d'on ell mateix va seguir prohibit). El 1980 el nou govern sandinista a Nicaragua li van convidar a Clodomir a encapçalar el Programa nacional COPERA, patrocinat per la OIT juntament amb l'INRA amb l'objectiu d'emular el programa PROCCARA nacional hondureny. Després d'una sèrie de Laboratoris pilot, no obstant això, el govern va decidir no continuar amb l'aplicació del Mètode de Capacitació Massiva a nivell nacional. A partir de la dècada de 1980, coneixement sobre el laboratori es va veure reforçat per les visites que Morais va fer a altres països llatinoamericans on era orador convidat, entre d'altres, en centres universitaris. En la seva tesi doctoral de 1987 de Morais cita una sèrie de reunions internacionals sobre el LO que ell va presidir i al fet que va assistir: el seminari de Tegucigalpa (Hn) de 1975 amb els delegats de sis països de l'Istme Centreamericà, a més els de Mèxic i de Veneçuela i els dos «col·loquis de San José» (Costa Rica) de 1977 i 1981, en els quals van participar «a més delegats de Colòmbia, Perú, República Dominicana i Haití», així que la Conferència de Caracas (Veneçuela) de 1982, amb participació centreamericana a més la de Veneçuela. En els anys vuitanta el Centre hondureny de Guanchias va seguir atraient a candidats d'altres països llatinoamericans i del Carib. Patrocinats pel IICA i la CIARA els participants «van reproduir el mateix tipus d'experiments a Panamà, Costa Rica, Veneçuela, Mèxic, Brasil, Haití, la República Dominicana, Colòmbia, Guatemala, Nicaragua, Dominica i Belize». El 1984, de Morais, per invitació de la OIT, sortia rumb a Ginebra per dirigir una sèrie de cursos per a personal clau de sindicats africans que es preparaven per omplir els llocs que quedaven vacants després de la sortida dels poders colonials. No obstant això, abans que el curs pogués arrencar, molts participants ja havien estat cridats per ocupar alts càrrecs als governs naixents. Per aquesta raó, de Morais, a partir de 1985, segueix personalment a l'Àfrica, on fa el labor que no va ser possible completar a Ginebra: realitzà laboratoris Organitzacionals de Curs (LOC) i/o de Centre (LOCEN) a Guinea Bissau, Angola, Sao Tomé i Príncipe i Moçambic. El primer Laboratori en un país anglòfon va tenir lloc el 1986, en la Cooperativa de Rujeko, Districte de Makoni (Zimbabwe), dirigit per Ian Cherrett, llavors representant de Hivos a Àfrica Austral, i Cephas Muropa, amb el suport del «Glen Forest Training Centre», Harare (Zim). No sense diverses dificultats. En aquest moment Hivos, a través de Ian Cherrett, va convidar als psicòlegs Isabel i Iván Labra, amb llarga experiència de la pràctica de l'EL a Amèrica Llatina, a venir a Zimbabwe. La revista «Workteam» (Equip de Treball), va difondre el coneixement sobre l'EL a un públic africà anglòfon. L'experiència pionera de Rujeko de 1986 es va repetir successivament a Botswana (amb el suport de CORDE), a Zimbabwe, Sud-àfrica, Namíbia i al Carib.
L'any 1986 troba a de Morais com a professor visitant en la Universitat Humboldt de Berlín i la Universitat de Rostock (RDA), on va obtenir un doctorat en sociologia el 1987.

## De tornada al Brasil
Amb l'arribada al poder del President José Sarney, la dictadura es va estovar, però Brasil va haver d'esperar fins al 1989 per celebrar les primeres eleccions democràtiques des del cop de 1964. El 1988 Cristovam Buarque, el Vicerector de la Universitat de Brasília, va convidar a Clodomir, - que encara estava a Rostock -, a Brasília, en l'àmbit de la qual va fundar IATTERMUND (Institut de Suport Tècnic als Països del Tercer Món) per fer front a un dels problemes més greus del país, la «guerra civil camuflada de la desocupació». Les 30 Cooperatives autogerents del Moviment sense Terra (MST) estaven en la primera línia per sol·licitar una sèrie de Laboratoris a Brasil. Va continuar el projecte POLONOROESTE, finançat conjuntament pel Ministeri d'Integració Nacional, la FAO i el Banc Mundial. Els anys 1992-93 aquest projecte va conduir tres laboratoris a São Paulo, Paraíba i Alagoas «utilitzant el mètode Aprender Fazendo (aprendre fent) de IATTERMUND». El mateix programa va conduir un projecte pilot, el 1996, a l'Estat de Tocantins, seguit d'un programa complet de 59 LOTs (Laboratoris de Terreny), dos LOCs (laboratoris de curs) i un curs per a futurs directors de l'en Pará, Amapá, Amazònia, Acre, així que en la Municipalitat de Belém. Informes mostren un total de 20.059 participants, així que 696 noves empreses i 5.596 nous llocs de treball. Basant-se en dades obtingudes de IATTERMUND i de diversos municipis brasilers, així com del MST, que ella va investigar personalment, Correia estima que, en la dècada a partir de 1988 fins a 1998, «prop de 100.000 persones es van capacitar en esdeveniments d'aquest tipus». De 1996 a 1998, 22.000 persones van participar en el programa 'PAE' (Programa d'Acte Empro - sota la bandera «Més que una ocupació: un Futur») en l'estat fortament urbanitzat de São Paulo, que va resultar en 711 noves empreses, incloent Bancs del Poble («Bancs do Povo»). La pràctica de l'HO va aconseguir el seu apogeu quan, en 2000-2 solament, sota el «PRONAGER» nacional, un total de 110.946 persones van participar en 282 Laboratoris. En molts d'aquests, sobretot els laboratoris de tipus Centre i Curs, de Morais sempre va estar personalment involucrat, sigui com a coordinador o com a Director. El seu treball no es va limitar tampoc al Brasil solament: va dirigir, per exemple, un Laboratori de Curs de 3 mesos (sept-dic 2000) para prop de 1.000 tècnics, assistents i directors guatemalencs en la Ciutat de Guatemala sota el programa nacional «PRONACAMPO». Després de la victòria electoral del Partit dels Treballadors (PT) en 2003, els programes «PRONAGER» a escala regional i nacional, com aquells que van tenir lloc sota l'anterior govern del Partit Social Democràtic de Fernando Henrique Cardoso, es van reduir tant en grandària i en nombre. A partir de llavors, els laboratoris a Brasil segueixen sent dirigits a una escala més localitzada, com per exemple els LOs de Rondônia de 2002. Des de setembre de 2012 fins a gener de 2013 de Morais va dirigir el laboratori de Curs (LOC) de Guajará Mirim. Mentrestant i en altres llocs, programes a escala regional, i esdeveniments patrocinats pel govern segueixen adquirint vida pròpia, especialment, en l'última dècada, a Costa Rica i a Sud-àfrica.
De Morais va ser professor visitant en la Universitat de Brasília (1988), la Universitat Federal de Rondônia(2003-9), la Universitat Autònoma Chapingo (Mèxic) (2000 - 2002) i la Universitat Autònoma d'Hondures (2006-8).
El 2013 va tornar a la seva ciutat natal de Bahia, on va morir el 25 de març l'any 2016.